# Hispania Baetica
Hispania Baetica var en af de tre romerske provinser i Hispania (den iberiske halvø). Romerne erobrede området i 206 f.v.t. i forbindelse med 2. puniske krig. Baetica blev siden en del af det muslimske al-Andalus i 8. århundrede, og provinsens territorium svarer til ca. 75% af den moderne region Andalusien og grænsede mod vest op til Lusitania (sydlige Portugal) og mod nord og øst til Hispania Tarraconensis. Provinsen omfattede den frugtbare floddal omkring Guadalquivir og de bjerge, der omkransede den, samt de sydlige kystegne ud mod Middelhavet og Atlanten.

## Historie
Før den romerske erobring var de bjergegne, der siden blev til Baetica, beboet af forskellige iberiske stammer. Den keltiske indflydelse var her ikke nær så stor som i det keltiberiske område mod nord. Ifølge geografen Claudius Ptolemæus’ beretning var de mest magtfulde indfødte folk Turdetanii i Guadalquivirdalen og de delvist helleniserede Turdulii, hvis hovedstad hed Baelon. En anden vigtig gruppe ifølge Ptolemæus var Bastetanii, som boede i det bjergrige Almería og Granada. Ved kysten havde fønikere fra Karthago, som Ptolemæus kaldte "Bastulii", anlagt kolonier. Den største og vigtigste var byen "Gadira" (Cadiz), den var anlagt på en ø tæt ved den sydlige kyst. I den østlige del af området var den fønikiske indflydelse også stærk, her lå de store byer Ny Karthago (Cartagena), Abdera og Malaca (Málaga).
Anden puniske krig tog sin begyndelse, da Hannibal angreb Saguntum, en af Roms iberiske forbundsfæller. Krigen blev i de første år ført delvis i Italien og delvis i Hispania, mens afslutningen fandt sted i Nordafrika og resulterede i Karthagos totale nederlag. Et af resultaterne af krigen var, at romerne fik kontrol over hele det område i Hispania, som havde været underlagt Karthago. I løbet af 2. århundrede f.v.t. blev Baetica stærkt romaniseret primært pga. tilstedeværelsen af store militære styrker. I 197 f.v.t. angreb de iberiske Turdetanii romerne, og keltibererne fra nordøst fulgte hurtigt trop. Cato den Ældre blev valgt som konsul i 195 f.v.t. og blev tildelt kommandoen over hele Hispania. Han besejrede først keltibererne i Ebrodalen og marcherede derpå mod syd for at møde Turdetanii. I 194 f.v.t. var krigen slut, og Cato kunne returnere til Rom som sejrherre. Han indsatte prætorer som guvernører for de to provinser, han skabte; Hispania Citerior (Ebro regionen), og Ulterior (Guadalquivir regionen). På samme vis som Gallien blev Hispanien i et ”nærmere” og et ”fjernere” område. Baetica blev siden udskilt af Ulterior.
Flere af de iberiske byer i Baetica beholdt deres præ-indoeuropæiske gennem hele den romerske periode, fx blev Granada kaldt Eliberri, Illiberis eller Illiber, som er en parallel til det baskiske navn "iri-berri" eller "ili-berri" (ny by).
Baetia forblev under romersk kontrol, indtil vandalernes og alanernes invasioner i 5. århundrede. Deres kortvarige styre blev afløst af visigoternes. Den østromerske general Belisarius generobrede en række vestlige provinser, heriblandt Baetica, som blev en del af Exarchatet Africa sammen med Mauretania Tingitana. Visigoterne fik dog kontrol over hele Hispania. Med den katolske befolknings opbakning lykkedes det de biskopperne i Baetica at få den arianske konge Reccared til at konvertere til katolicismen. I 8. århundrede erobrede muslimske berbere Hispania og skabte al-Andalus.
Den spanske komponist Manuel de Falla skrev i begyndelsen af det 20. århundrede et klaverstykke, som han kaldte Fantasia Baetica, og som var baseret på andalusiske melodier.

## Øvrighed
Som led i Augustus’ reorganisering af imperiet blev de to iberiske provinser opdelt i tre nye; Baetica, Tarraconensis og Lusitania. Guvernøren havde tidligere været prætor men var nu prokonsul og udnævnt af senatet. Området var rigt og blev derfor gerne kaldt Baetica Felix, og en dynamisk og økonomisk stærk gruppe med stor social mobilitet blev skabt med hjemsted her. Gruppen inkluderede også tidligere slaver, der i antal langt overgik den traditionelle elite. Baetica var en rolig provins, og derfor var der ingen legioner permanent udstationeret her i modsætning til Tarraconensis mod nord.
Provinsen blev inddelt i fire territoriale conventūs, der primært var juridiske institutioner, hvor egnens betydende mænd mødtes på faste tidspunkter i løbet af året. De hed; conventus Gaditanus (Gades), Cordubensis (Córdoba), Astigitanus (Écija) og Hispalensis (Sevilla). Senere i Romerrigets historie blev byerne administrative centre og hjemsted for permanente domstole.

## Rigdomme
Baetica var rig og stærkt romaniseret sammenlignet med resten af Hispania, og for at sikre områdets loyalitet tildelte kejser Vespasian romersk borgerskab til dets frie borgere. De senere kejsere Trajan og Hadrian kom begge fra Baetica, og Trajan var den første kejser, der stammede fra en provins.
Den sydlige del af halvøen var et rigt landbrugsområde, hvis vigtigste produkter var vin, olivenolie og det gærede fiskeprodukt kaldet garum, alt sammen vigtige ingredienser i datidens middelhavskøkken. Baetica var allerede før den romerske erobring et vigtigt eksportområde for landbrugsprodukter i hele det vestlige middelahavsområde. Fx stammede størsteparten af forsyningerne til legionerne i Germanien herfra, og transporten foregik ad søvejen langs Atlanterhavskysten, men Amforaer herfra er blevet fundet overalt i Romerriget. Columella, der skrev et om romersk landbrug i tolv bind, stammede fra Baetica og hentede megen af sin viden om bl.a. vitikultur herfra.